# Léon Géneau de Lamarlière
Léon Geneau de Lamarlière, né à Tardinghen (Pas-de-Calais) le 4 avril 1865 et décédé à Reims le 25 septembre 1903, est un botaniste français.

## Biographie
Il fit ses études à l'École normale de Dohem et au petit séminaire d'Arras. Après ses études secondaires, il alla à la Faculté catholique de Lille, où il devint bientôt préparateur. Il travailla en vue de la Licence ès sciences naturelles, où il fut reçu en 1890.
Il fut l'élève d'Amédée Masclef et se spécialisa dans la botanique. Il commença à préparer une thèse de botanique pour le doctorat, tout en s'occupant de
diverses recherches dans les branches les plus variées de cette science.
Il alla ensuite travailler, sous la direction de Gaston Bonnier, au Laboratoire de la Sorbonne et au Laboratoire de biologie végétale de Fontainebleau.
Boursier d'études à la Faculté des sciences, il fut reçu au doctorat et fut nommé, en 1894, préparateur à la Faculté.
En 1895, son Catalogue des Cryptogames vasculaires et des Muscinées du Nord de la France fut couronné par l’Académie des Sciences (prix de La Fons-Mélicocq) et la même année, le Comité de l’École des Hautes Études le chargeait de mission en Espagne pour en étudier la flore littorale.
En 1896 qu’il fut appelé à l’École de médecine de Reims, comme chargé de cours d’histoire naturelle.
Il a publié plus de 80 mémoires dans plusieurs revues scientifiques et parmi eux, il faut citer ses « Notes bryologiques » sur les environs de Reims ; et ses « Études sur la géographie botanique du département de la Marne », précieuse contribution à la flore de la Champagne.

## Ses publications
- Notes bryologiques sur les environs de Reims, Typographie et lithographie de l'Indépendant rémois, 1893, 51 pages
- Recherches morphologiques sur la famille des ombellifères, suivi de Recherches physiologiques sur les ombellifères, Le Bigot Frères, 1893, 200 pages.
- Études sur la géographie botanique du département de la Marne, Bulletin de la Société d’Étude de Science Naturelle, Reims, 1899, 62 pages
- Sur quelques anomalies de la fleur de l’Hemerocallis Fulva L., P. Dupont, 1901, 15 pages
- Recherches sur le bois de Conifères des Tourbières, P. Dupont, 1902, 28 pages
- Muscinées des cavernes: sur les affinités géographiques, avec Jacques Maheu, Association française pour l'avancement des sciences, 1902, 8 pages
- Quelques observations sur le molybdate d'ammonium employé comme réactif des membranes cellulaires, 1902
- Sur la présence dans certaines membranes cellulaires d'une substance à réaction aldéhydique, dans le Bulletin de la Société Botanique de France, t.50, fasc.3, 1903, pp. 268–271
- Sur quelques muscinées cavernicoles des terrains siliceux, avec Jacques Maheu, Association française pour l'avancement des sciences (Compte Rendu, vol.32, n°2, p. 722), 1904